# 버지니아 공대 총기 난사 사건
버지니아 공대 총기 난사 사건(영어: Virginia Tech shooting 또는 Virginia Tech massacre)은 2007년 4월 16일 미국 버지니아주 블랙스버그 소재 버지니아 폴리테크닉 인스티튜트와 주립 대학교 캠퍼스 내 웨스트 앰블러 존스턴 홀과 노리스 홀에서 일어난 총기 난사 사건이다. 이 대학 학부생이자 재미 한국인 조승희는 반자동 권총 두 자루로 총탄을 난사해 32명이 숨지고 23명이 다쳤다. 나머지 6명은 조승희를 피해 창문 밖으로 뛰어내려 부상을 입었다. 경찰이 노리스 홀을 습격하자 조승희는 스스로 머리에 총을 쏴 자살했다. 미국 역사상 가장 치명적인 학교 총기 난사 사건이며, 9년 뒤 발생한 올랜도 나이트클럽 총기 난사 사건 이전까지 미국 역사상 가장 충격적인 총기 난사 사건이었다.
이 사건은 국제적인 언론의 보도를 받았고 미국의 총기 문화에 대한 광범위한 비판을 불러일으켰다. 총기 폭력, 총기법, 미국 정신건강 문제 치료 시스템의 격차, 조교수의 심리 상태, 대학 행정의 책임, 사생활 보호법, 언론 윤리 및 기타 문제에 대한 논쟁을 불러일으켰다. 조승희의 멀티미디어 선언의 일부를 방송한 뉴스 기관들은 희생자 가족과 버지니아주 사법당국, 미국 정신의학협회로부터 비난을 받았다.
조승희는 이전에 선택적 함묵증와 심각한 우울증 진단을 받은 적이 있다. 중학교와 고등학교의 많은 기간 동안, 그는 치료와 특별 교육 지원을 받았다. 고등학교를 졸업한 후, 조승희는 버지니아 공대에 등록했다. 연방 사생활 보호법 때문에 버지니아 공대는 조승희가 이전에 받은 진단이나 학교에서 받은 숙소에 대해 알지 못했다. 2005년, 조승희는 두 명의 여학생을 스토킹한 혐의로 기소되었다. 조사 결과 버지니아 주의 한 특별재판관은 조승희를 정신질환자로 선언하고 치료에 참여할 것을 명령했지만, 조승희는 제도화되지 않았기 때문에 총기 구입이 허용되었다. 총기 난사 사건은 버지니아 주가 정신적으로 좋지 않다고 판정된 사람들이 국가순간 범죄자 신원조회 시스템에 의해 감지되지 않고 권총을 구입할 수 있게 했던 법적 허점을 닫게 만들었다. 그것은 또한 1994년 이후 미국에서 유일한 연방 총기 규제 조치의 통과로 이어졌다. INC를 강화하는 법은 2008년 1월 5일 조지 W. 부시 대통령에 의해 서명되었다.
버지니아 공대 검토 위원회는 사건을 검토하기 위해 지정된 주 정부 기관이다. 위원회는 버지니아 공대 관리자들이 사상자 수를 줄였을지도 모르는 조치를 취하지 않았다고 비난했다. 조사위의 보고서는 또한 총기법을 검토하고 정신 건강 관리와 개인 정보 보호 법의 격차를 지적했는데, 조승희가 버지니아 공대 재학 시절 그의 악화 상태를 치료받지 못했다.

## 사건

### 첫 번째 총격
첫 번째 총격 사건은 현지 시각 오전 7시 15분경에 웨스트 앰버 존스턴 기숙사 홀에서 있었으며, 이곳에서 에밀리 제인 힐스처(Emily J. Hilscher, 18세)와 기숙사 사감인 대학원생 라이언 클라크(Ryan C. Clark)가 살해당했다.
사건을 목격한 사람들에 따르면, 조승희는 여자 친구와 기숙사에서 심한 논쟁을 벌인 뒤 자기 방으로 돌아가 권총을 휴대하고 되돌아와, 에밀리 제인 힐스쳐와 라이언 클라크에게 첫 번째 총격을 가해 즉사시켰다고 한다. 대만 출신의 같은 학교 학생 첸 치아 하오는 대만케이블TV와의 인터뷰에서 "웨스트 앰블러 존스턴 홀 건물에서 두 사람 간에 심한 언쟁이 있었고 그 후 그녀에게 총격이 가해졌다"고 말했다.
버지니아 공대에 재학 중인 한 한인 학생은, 연합뉴스와의 통화에서 "가죽 옷 차림에 권총 2자루를 들고 모자를 눌러 쓴 범인이 기숙사 건물에서 한 학생을 쏘아 죽인 뒤 한참 떨어진 공학부 건물 강의실로 걸어 들어가 학생들을 향해 총을 난사했다"면서 "범인은 아시아계이며, 범행 후 자살한 것으로 안다"고 밝혔다.
한편, 학교 관계자는 이를 파악했으나 사건이 격리된 곳에서 벌어진 것으로 생각하여 캠퍼스 전체에 대해 비상사태를 선포하지 않았다.
연합뉴스의 2차 보도에 따르면, 미국 경찰 당국은 첫 번째 총격사건과 관련해 조사하고 있는 '관심 인물'(person of interest)이 있다고 밝혔다. 버지니아 공대 인근의 레드포드 대학에 다니는 대학생으로 알려진 이 인물은, 이번 총격 사건이 발생한 후 460번 고속도로에서 승용차를 타고 가다 검문중이었던 경찰에 검거됐다. 경찰은 이 학생이 피살자인 에밀리 제인 힐스처와 잘 아는 사이이며, 간단한 조사를 받은 뒤 석방했으나, 이후 추가적인 정보 입수를 위해 그를 계속 조사할 것이라고 밝혔다고 한다.

### 첫 번째 총격과 두 번째 총격 사이
첫 번째 총격과 두 번째 총격 사이의 범인 조승희의 행적이 불분명했다. 그러나 미국 방송사 NBC에 의해 그의 행적이 밝혀졌다.
범인 조승희는 이 사건에 대한 메모와 자신의 사진을 담은 소포를 미국 방송사 NBC에 보내기 위해 우체국에 갔다 왔다. 그로 인해 첫 번째 총격과 두 번째 총격의 공백시간에 대한 의문이 풀렸다.

### 두 번째 총격

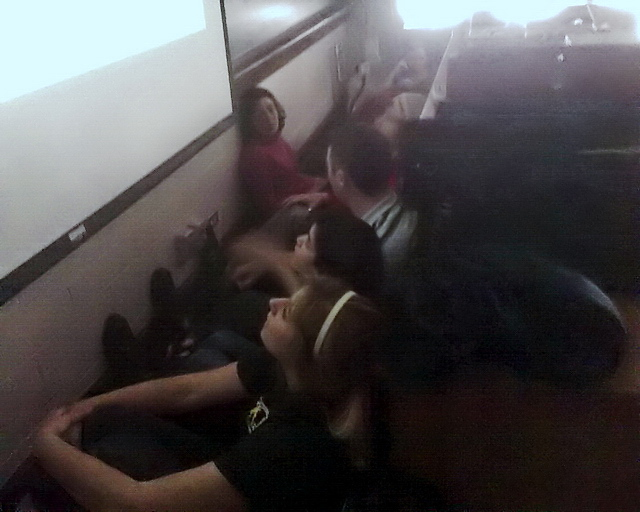
홀든 홀 212호실에서 촬영. 프랑스어 수업시간에 학생들이 공격으로부터 숨어 있다.

첫 번째 사건에서 두 시간 후에, 노리스 홀에 위치한 교실에서 총성이 울렸다. 노리스 홀은 공학/과학/역학 프로그램에서 사용하는 공과대 건물이다. 이 건물에서 범인은 30명을 사살했다. 유대인 노교수 리브레스쿠가 몸으로 조승희를 막아 학생들이 도망갈 시간을 벌어주었지만, 역부족이었다. 리브레스쿠 교수가 유탄에 사망한 당일은 공교롭게도 유대인 대학살 추도일이었다.

### 수사 발표

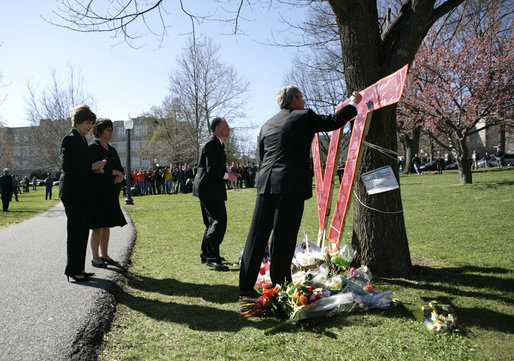
버지니아 공대의 약자인 VT 글씨판에 사람들이 추모의 글을 쓰는 모습

범인 조승희의 시체는 얼굴이 손상되어, 신원 파악을 하는 데 어려움을 겪었다.
미국의 시카고선타임스는 현지시각으로 16일, 이 사건의 용의자가 2006년 학생비자로 입국한 중국인 남성이라고 보도했었다. 이 보도에 따르면, 미국 수사당국은 중국 상하이에서 학생비자를 받아 작년 8월 유나이티드항공편으로 샌프란시스코에 도착한 24세 중국인 남성이 이번 사건의 범인인가의 여부를 조사했다고 밝혔다.
이후 현지 경찰은 사건의 용의자로 한국 국적의 영주권자이며 버지니아 공대의 영문학과 4학년 재학생인 'Seung Hui Cho'라고 공식 발표했다. 한국 언론에서는 이를 처음에 '조승휘'라고 파악했다가 '조승희'로 최종 발표했다. 경찰은 조승희의 지문이 발견된 9 mm 글록 19(Glock 19)와 .22 구경 발터 P22(Walther P22) 권총 두 자루를 발견하여, 이를 조사한 결과 범인은 이를 가지고 16일 오전 7시 15분께 기숙사에서 2명을 살해하고, 이어 공학부 건물에서 30명을 사살했다고 파악하였다.
미 수사당국은 이 사건이 공범자없이 피의자가 단독으로 실행한 것으로 추측하고 있다.

## 사건의 동기 및 요인과 밝혀진 결과

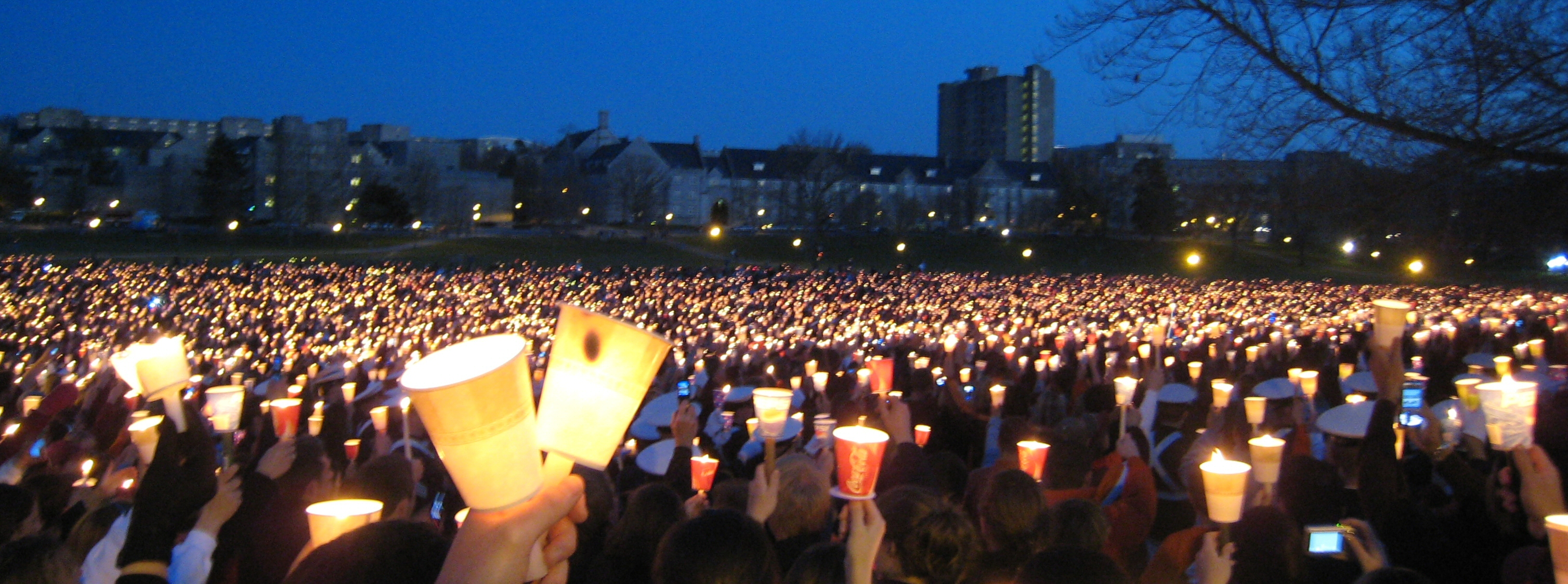
총기 난사 사건으로 사망한 교수들과 학생들을 추모하는 추모식 모습

조승희는 경제적 불평등과 피해망상에 시달리다가 범행을 저질렀다.

## 피해자 목록
- 라이언 클라크(Ryan Clark) - 22세, 심리학/화학/영어 4학년
- 에밀리 힐셔(Emily Hilscher) - 19세, 축산학과 1학년
- 미날 판찰(Minal Panchal) - 26세, 건축학과 석사과정
- 고비체띠팔라얌 바슈데반 로가나탄(G. V. Loganathan) - 53세, 토목공학과 교수
- 재릿 레인(Jarrett Lane) - 22세, 토목공학 1학년
- 브라이언 블룸(Brian Bluhm) - 25세, 토목공학 석사과정
- 매슈 궐트니(Matthew Gwaltney) - 24세, 환경공학 석사과정
- 제러미 허브스트릿(Jeremy Herbstritt) - 27세, 토목공학 석사과정
- 파타히 룸반토루안(Partahi Lumbantoruan) - 34세, 토목공학 박사학위
- 대니얼 오닐(Daniel O'Neil) - 22세, 환경공학 석사과정
- 후안 오르티스(Juan Ortiz) - 26세, 토목공학 석사과정
- 줄리아 프라이드(Julia Pryde) - 23세, 생명공학 석사
- 왈리드 샤알란(Waleed Shaalan) - 32세, 토목공학 박사학위
- 제이미 비숍(Jamie Bishop) - 35세, 독일어학과 교수
- 로런 매클레인(Lauren McCain) - 20세, 국제학 1학년
- 마이클 폴 주니어(Michael Pohle Jr.) - 23세, 생명과학 4학년
- 맥신 터너(Maxine Turner) - 22세, 화학공학 4학년
- 니콜 화이트(Nicole White) — 20세, 국제학 3학년
- 리비우 리브레스쿠(Liviu Librescu) - 76세, 기계공학과 교수
- 조셀린 쿠튀르누아크(Jocelyne Couture-Nowak) — 49세, 프랑스어학과 교수
- 로스 앨러메딘(Ross Alameddine) — 20세, 영어학/비즈니스학 2학년
- 오스틴 클로이드(Austin Cloyd) — 18세, 국제학/프랑스어학 1학년
- 다니엘 페레스 쿠에바(Daniel Perez Cueva) — 21세, 국제학 3학년
- 케이틀린 해머런(Caitlin Hammaren) - 19세, 국제학/프랑스어학 2학년
- 레이철 힐(Rachael Hill) - 18세, 생명과학 1학년
- 매슈 러포트(Matthew La Porte) - 20세, 정치학 2학년
- 헨리 리(Henry Lee) - 20세 — 컴퓨터공학 1학년
- 에린 피터슨(Erin Peterson) - 18세, 국제학 1학년
- 메리 캐런 리드(Mary Karen Read) - 19세, 학제학 1학년
- 리마 사마하(Reema Samaha) - 18세, 도시계획 1학년
- 레슬리 셔먼(Leslie Sherman) - 20세, 역사학/국제학 3학년
- 케빈 그라나타(Kevin Granata) — 45세, 공학 교수

## 피의자
미국 연방 경찰의 발표에 따르면, 피의자로 지목된 조승희는 영문학과 4학년으로 미국에 영주권을 갖고 거주하고 있는 23세의 한국인이며, 버지니아주 센터빌에 주소지를 두고 있지만 이 학교 하퍼 홀 기숙사에서 거주해왔다고 한다.
조승희는 지난 3월 구입한 9mm 권총 등을 가지고 이 학교 기숙사와 노리스홀 등에서 총기를 난사해 30여 명을 사살한 뒤 자살한 것으로 잠정적으로 결론이 지어졌다. 1차 범행 직후, 조승희는 기숙사 방으로 돌아와 여러 쪽의 메모("너 때문에 이 일을 저질렀다"(You caused me to do this.), 부자집 아이들(rich kids)', '방탕(debauchery)' 등)를 남겼으며, 자살한 시신의 팔 안쪽에는 붉은 잉크로 'Ismail Ax'란 어구가 쓰여져 있었던 것으로 알려졌다.
학교관계 부처장 래리 힝커(Larry Hincker)는 “조승희는 평소 주변사람과 교류가 없는 외톨이(loner)였다”며 “학교 당국이 그와 관련한 정보를 찾는 데 어려움을 겪고 있다”고 말했다. 같은 학교의 한국 학생들도 이구동성으로 "그는 한국 학생들의 모임에 거의 나오지 않았다. 그가 누구인지 잘 모른다"고 말해 상당히 고립된 생활을 해왔음을 시사했다.

경찰 수사 결과, 이번 사건은 공범자 없이 조승희가 단독으로 저지른 범행으로 결론지어졌다.

## 사건 반응

### 각국의 반응

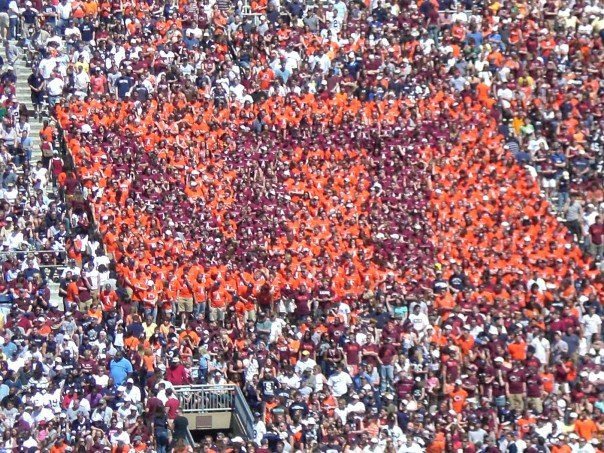
버지니아 공대 카드섹션 추모식 모습

대한민국 노무현 대통령은, 사건 당일 청와대에서 이 사건을 보고받은 즉시 한-이탈리아 정상회담 기자회견의 모두발언을 통해 '깊은 애도와 유감을 표명하며 희생자들의 명복을 빈다'는 메시지를 전 세계에 전하였다.

### 한국인들의 집단 자책감
이 사건을 접한 현지 한인 사회는 큰 충격에 빠졌다. 연합뉴스의 기사에 따르면, 한인 사회는 이 사건으로 인하여 한국인의 이미지가 실추되지 않을지, 또한 현지 한인들에 대한 보복살인의 가능성이 있지 않을지 걱정하였다. 아울러 4월 19일 예정되었던 일본군 위안부 결의안 통과를 위한 로비활동이 취소되었다. 혹시 한미간의 사증 면제 프로그램(VWP)에 대한 악영향이 있지 않을까 걱정하는 사람들도 있었으며, 한편으로는 자녀교육에 대한 중요성을 일깨우고 한국 교민사회가 자성하는 계기가 되어야 한다는 목소리도 있었다.
한국인들은 조승희가 한국인이라는 이유로 집단적으로 자책감을 느꼈다. 하지만 미국의 지도층에서조차 "한국과는 무관한 일"이라며 전혀 신경쓰지 않았으며 조승희 한 개인의 문제로 인식하였다. 언론들도 "자책감은 삼가야 한다"고 지적했다. 그럼에도 불구하고 한인들은 이 사건의 피해자들을 위해 촛불 등 물품등을 제공하였으며 피해자들을 위로하는데 노력했다. LA 타임스는 "참사 직후 한인들이 촛불 예배를 여는 등의 과민 반응이 오히려 혼란을 야기하며 심지어 어떤 면에서는 조롱거리가 되고 있다"고 지적했다. 이러한 한국인들의 집단 자책감은 문화적 차이에서 온 것으로 '극단적 집단주의'라는 비판도 존재했다.

## 같이 보기
- 오이코스 대학 총기 난사 사건
- 올랜도 나이트클럽 총기 난사 사건
- 연천군부대 총기 난사 사건
- 우범곤 순경 사건
- 2017년 라스베이거스 스트립 총기 난사 사건
- 히키코모리
- 묻지마 범죄
- 집단 따돌림
- 2015년 찰스턴 교회 총격 사건
- 서울 내곡동 예비군 훈련장 총기 난사 사건
- 고성총기난사사건
- 2011년 노르웨이 테러
- 콜럼바인 고등학교 총기 난사 사건
- 나콘랏차시마 총기 난사 사건
- 샌디훅 초등학교 총기 난사 사건